# Episodi di Episodes (seconda stagione)
La seconda stagione della serie televisiva Episodes è andata in onda nel Regno Unito dall'11 maggio al 6 luglio 2012 sul canale BBC Two. Negli Stati Uniti viene invece trasmessa dal 1º luglio al 26 agosto 2012 su Showtime.
| nº | Titolo originale | Titolo italiano | Prima TV Regno Unito | Prima TV Italia |
| -- | ---------------- | --------------- | -------------------- | --------------- |
| 1  | Episode 1        |                 | 11 maggio 2012       |                 |
| 2  | Episode 2        |                 | 18 maggio 2012       |                 |
| 3  | Episode 3        |                 | 25 maggio 2012       |                 |
| 4  | Episode 4        |                 | 1º giugno 2012       |                 |
| 5  | Episode 5        |                 | 8 giugno 2012        |                 |
| 6  | Episode 6        |                 | 15 giugno 2012       |                 |
| 7  | Episode 7        |                 | 22 giugno 2012       |                 |
| 8  | Episode 8        |                 | 29 giugno 2012       |                 |
| 9  | Episode 9        |                 | 6 luglio 2012        |                 |